# يسرى بن جمعة
يسرى بن جمعة (من مواليد 22 أغسطس 1986) رياضية من ذوي الاحتياجات الخصوصية من تونس، تتنافس بشكل رئيسي في منافسات الرمي من الفئة F32-34 / 51-53. 
شاركت في الألعاب البارالمبية الصيفية 2008 في بكين، الصين. حيث فازت بميدالية برونزية في حدث رمي القرص F32-34 / 51-53 سيدات. كما شاركت في رمي الرمح F33 / 34/42/53 للسيدات ورمي الجلة F32-34 / 52/53 للسيدات. 

## روابط خارجية
- يسرى بن جمعة على موقع Paralympic.org (الإنجليزية)
- يسرى بن جمعة على موقع IPC.InfostradaSports.com (مؤرشف) (الإنجليزية)